# Discografia di Eros Ramazzotti
La discografia di Eros Ramazzotti, cantautore romano di pop italiano, parte dal 1982 e comprende 22 album ufficiali, tra cui 15 album registrati in studio, 3 dal vivo,  5 raccolte, e 55 singoli.

## Album in studio
Nella tabella vengono indicati gli album pubblicati e la relativa posizione raggiunta nelle classifiche di vari Paesi europei.
| Anno | Dettagli dell'album | Posizioni massime | Posizioni massime | Posizioni massime | Posizioni massime | Posizioni massime | Posizioni massime | Posizioni massime | Posizioni massime | Posizioni massime | Posizioni massime | Posizioni massime |
| Anno | Dettagli dell'album | ITA               | GER               | CHE               | AUT               | NED               | FRA               | FIN               | SWE               | BEL Vallonia      | NOR               | SPA               |
| ---- | --- | ----------------- | ----------------- | ----------------- | ----------------- | ----------------- | ----------------- | ----------------- | ----------------- | ----------------- | ----------------- | ----------------- |
| 1985 | Cuori agitati - Pubblicato il 9 febbraio 1985 - Etichetta: DDD - Formati: LP, musicassetta, CD                                                                                   | 10                | —                 | 5                 | —                 | —                 | —                 | —                 | —                 | —                 | —                 | —                 |
| 1986 | Nuovi eroi / Heroes de hoy - Pubblicato il 12 aprile 1986 - Etichetta: DDD - Formati: LP, musicassetta, CD                                                                       | 1                 | 38                | 1                 | 1                 | —                 | —                 | —                 | 29                | —                 | —                 | 19                |
| 1987 | In certi momenti / En ciertos momentos - Pubblicato il 28 ottobre 1987 - Etichetta: DDD - Formati: LP, musicassetta, CD                                                          | 1                 | 17                | 3                 | 5                 | 23                | —                 | —                 | —                 | —                 | —                 | 5                 |
| 1988 | Musica è / Música es - Pubblicato nel 1988 - Etichetta: DDD - Formati: LP, CD, musicassetta                                                                                      | 1                 | 4                 | 2                 | 10                | 5                 | —                 | —                 | —                 | —                 | —                 | 2                 |
| 1990 | In ogni senso / En todos los sentidos - Pubblicato il 10 aprile 1990 - Etichetta: DDD - Formati: LP, musicassetta, CD                                                            | 1                 | 2                 | 1                 | 5                 | 1                 | —                 | —                 | 34                | —                 | 10                | 3                 |
| 1993 | Tutte storie / Todo historias - Pubblicato il 19 aprile 1993 - Etichetta: DDD - Formati: LP, musicassetta, CD                                                                    | 1                 | 3                 | 1                 | 1                 | 3                 | —                 | —                 | 4                 | —                 | 5                 | 2                 |
| 1996 | Dove c'è musica / Donde hay música - Pubblicato il 13 maggio 1996 - Etichetta: DDD, BMG - Formati: LP, musicassetta, CD                                                          | 1                 | 1                 | 1                 | 1                 | 5                 | 10                | 6                 | 1                 | 1                 | 8                 | 2                 |
| 2000 | Stilelibero / Estilo libre - Pubblicato il 27 ottobre 2000 - Etichetta: BMG - Formati: musicassetta, CD                                                                          | 2                 | 2                 | 1                 | 3                 | 9                 | 3                 | 9                 | 15                | 1                 | 17                | 3                 |
| 2003 | 9 (edizione italiana) / 9 (edizione spagnola) - Pubblicato il 30 maggio 2003 - Etichetta: BMG Ariola - Formati: CD, download digitale                                            | 1                 | 2                 | 1                 | 2                 | 5                 | 5                 | 9                 | 14                | 3                 | 6                 | 5                 |
| 2005 | Calma apparente / Calma aparente - Pubblicato il 28 ottobre 2005 - Etichetta: Sony BMG Music Entertainment - Formati: CD, musicassetta, download digitale, DualDisc, memory card | 1                 | 4                 | 1                 | 2                 | 4                 | 5                 | 15                | 20                | 3                 | —                 | 4                 |
| 2009 | Ali e radici / Alas y raices - Pubblicato il 22 maggio 2009 - Etichetta: RCA Italiana, Sony Music - Formati: CD, download digitale                                               | 1                 | 4                 | 1                 | 2                 | 2                 | 5                 | 13                | 2                 | 3                 | —                 | 2                 |
| 2012 | Noi / Somos - Pubblicato il 13 novembre 2012 - Etichetta: Universal Music Group - Formati: CD, download digitale                                                                 | 1                 | 7                 | 2                 | 2                 | 14                | 22                | —                 | 9                 | 3                 | —                 | 6                 |
| 2015 | Perfetto / Perfecto - Pubblicato il 12 maggio 2015 - Etichetta: Universal - Formati: CD, 2 CD, 2 LP, download digitale, streaming                                                | 1                 | 5                 | 2                 | 5                 | 5                 | 16                | —                 | —                 | 2                 | —                 | 3                 |
| 2018 | Vita ce n'è / Hay vida - Pubblicato il 23 novembre 2018 - Etichetta: Universal - Formati: CD, LP, download digitale                                                              | 1                 | 7                 | 1                 | 1                 | 22                | 45                | —                 | 1                 | 5                 | —                 | 6                 |
| 2022 | Battito infinito - Pubblicato il 16 settembre 2022 - Etichetta: Universal - Formati: CD, LP, download digitale                                                                   | 2                 | 11                | 1                 | 4                 | 14                | 39                | —                 | —                 | 4                 | —                 | —                 |

## Raccolte
| Anno | Dettagli dell'album | Posizioni massime | Posizioni massime | Posizioni massime | Posizioni massime | Posizioni massime | Posizioni massime | Posizioni massime | Posizioni massime | Posizioni massime | Posizioni massime | Posizioni massime |
| Anno | Dettagli dell'album | ITA               | GER               | CHE               | AUT               | NED               | FRA               | FIN               | SWE               | BEL Vallonia      | NOR               | SPA               |
| ---- | --- | ----------------- | ----------------- | ----------------- | ----------------- | ----------------- | ----------------- | ----------------- | ----------------- | ----------------- | ----------------- | ----------------- |
| 1997 | Eros (edizione italiana) / Eros (edizione spagnola) - Pubblicato il 17 ottobre 1997 - Etichetta: DDD, BMG - Formati: LP, musicassetta      | 1                 | 1                 | 1                 | 1                 | 1                 | 3                 | 4                 | 5                 | 3                 | 1                 | 5                 |
| 2007 | e² - Pubblicato il 26 ottobre 2007 - Etichetta: Sony Music, BMG - Formati: CD, CD+DVD, download digitale                                   | 1                 | 2                 | 1                 | 3                 | 5                 | 6                 | —                 | 1                 | 1                 | 2                 | 2                 |
| 2012 | Eros Best Love Songs / Eros Romantico - Pubblicato il 31 gennaio 2012 - Etichetta: Sony Music, BMG - Formati: CD, download digitale        | 2                 | 54                | 8                 | —                 | 71                | 44                | 23                | —                 | 14                | —                 | 10                |
| 2014 | Eros 30 - Pubblicato il 27 ottobre 2014 - Etichetta: Sony Music, BMG - Formati: CD, download digitale                                      | 4                 | —                 | —                 | —                 | —                 | —                 | —                 | —                 | —                 | —                 | —                 |
| 2017 | Eros Duets - Pubblicato il 17 novembre 2017 - Etichetta: Sony Music Entertainment, BMG - Formati: CD, vinile, download digitale, streaming | 13                | —                 | —                 | —                 | —                 | —                 | —                 | —                 | —                 | —                 | —                 |

## Album dal vivo
| Anno | Dettagli dell'album | Posizioni massime | Posizioni massime | Posizioni massime | Posizioni massime | Posizioni massime | Posizioni massime | Posizioni massime | Posizioni massime | Posizioni massime | Posizioni massime |
| Anno | Dettagli dell'album | ITA               | GER               | CHE               | AUT               | NED               | FRA               | FIN               | SWE               | BEL Vallonia      | NOR               |
| ---- | --- | ----------------- | ----------------- | ----------------- | ----------------- | ----------------- | ----------------- | ----------------- | ----------------- | ----------------- | ----------------- |
| 1991 | Eros in concert - Pubblicato il 28 ottobre 1991 - Etichetta: DDD - Formati: LP, musicassetta                                     | 1                 | 44                | 21                | —                 | 22                | —                 | —                 | —                 | —                 | —                 |
| 1998 | Eros live - Pubblicato il 23 ottobre 1998 - Etichetta: DDD, BMG - Formati: LP, musicassetta                                      | 6                 | 9                 | 6                 | 12                | 44                | 7                 | —                 | 46                | 9                 | 38                |
| 2004 | Emozioni dal vivo - Pubblicato il 31 maggio 2004 - Formati: CD - Cd non vendibile senza ricarica Wind                            | —                 | —                 | —                 | —                 | —                 | —                 | —                 | —                 | —                 | —                 |
| 2010 | 21:00 Eros Live World Tour 2009/2010 - Pubblicato il 30 novembre 2010 - Etichetta: Sony Music - Formati: 2 CD, download digitale | 3                 | 100               | 50                | 51                | —                 | 181               | —                 | —                 | 81                | —                 |

## Singoli
| Anno | Dettagli del Singolo | Posizioni massime | Posizioni massime | Posizioni massime | Posizioni massime | Posizioni massime | Posizioni massime | Posizioni massime | Posizioni massime | Posizioni massime | Posizioni massime | Album                                               |
| Anno | Dettagli del Singolo | ITA               | GER               | CHE               | AUT               | NL                | SWE               | FRA               | NOR               | SPA               | EUR               | Album                                               |
| ---- | --- | ----------------- | ----------------- | ----------------- | ----------------- | ----------------- | ----------------- | ----------------- | ----------------- | ----------------- | ----------------- | --------------------------------------------------- |
| 1982 | Ad un amico/Sole che viene | —                 | —                 | —                 | —                 | —                 | —                 | —                 | —                 | —                 | —                 | —                                                   |
| 1984 | Terra promessa - Pubblicato il 3 febbraio 1984 - Etichetta: DDD - Formati: 7", 12", CD                                                                                            | 2                 | —                 | 8                 | 88                | 23                | —                 | —                 | —                 | —                 | —                 | Cuori agitati                                       |
| 1984 | Buongiorno bambina/Voglio volare | —                 | —                 | —                 | —                 | —                 | —                 | —                 | —                 | —                 | —                 | Cuori agitati                                       |
| 1985 | Una storia importante/Respiro nel blu - Pubblicato il 7 febbraio 1985 - Etichetta: DDD - Formati: Vinile                                                                          | 1                 | —                 | 7                 | —                 | —                 | —                 | 2                 | 5                 | 3                 | —                 | Cuori agitati                                       |
| 1986 | Adesso tu/Un nuovo amore - Pubblicato il 13 febbraio 1986 - Etichetta: DDD - Formati: 45 giri                                                                                     | 1                 | —                 | 1                 | 1                 | 1                 | —                 | —                 | 1                 | —                 | —                 | Nuovi eroi                                          |
| 1986 | Un cuore con le ali/Fuggo dal nulla | 1                 | —                 | —                 | 21                | —                 | —                 | 11                | —                 | 55                | —                 | Nuovi eroi                                          |
| 1987 | Ma che bello questo amore/Ok ci sto | 1                 | —                 | 21                | 19                | 9                 | —                 | —                 | —                 | —                 | —                 | In certi momenti                                    |
| 1988 | Musica è - Pubblicato nel 1988 - Etichetta: DDD | —                 | —                 | —                 | —                 | 12                | —                 | —                 | —                 | —                 | —                 | Musica è                                            |
| 1990 | Se bastasse una canzone/Amore contro - Pubblicato nel 1990 - Etichetta: DDD - Formati: Vinile                                                                                     | —                 | 19                | 7                 | 15                | 2                 | 8                 | 11                | 10                | 14                | 57                | In ogni senso                                       |
| 1990 | Amarti è l'immenso per me/Dammi la luna (lato A con Antonella Bucci) - Pubblicato nel 1990                                                                                        | —                 | —                 | —                 | 23                | 11                | 22                | —                 | —                 | —                 | —                 | In ogni senso                                       |
| 1990 | Dolce Barbara | —                 | —                 | —                 | —                 | 24                | —                 | —                 | —                 | —                 | —                 | In ogni senso                                       |
| 1993 | Cose della vita / Cosas de la vida - Pubblicato il 4 aprile 1993 - Etichetta: DDD - Formati: CD, 45 giri                                                                          | 4                 | 30                | 7                 | 15                | 12                | 15                | 14                | 4                 | 5                 | 29                | Tutte storie / Todo historias                       |
| 1993 | Un'altra te / Otra como tú - Pubblicato il 4 aprile 1993 - Etichetta: DDD - Formati: CD, 45 giri                                                                                  | —                 | 58                | 11                | —                 | —                 | 94                | —                 | 14                | —                 | 93                | Tutte storie / Todo historias                       |
| 1996 | Più bella cosa / La cosa más bella - Pubblicato nel febbraio 1996 - Etichetta: BMG Ricordi - Formati: CD                                                                          | 1                 | 17                | 6                 | 9                 | 23                | 22                | 8                 | 4                 | 6                 | 33                | Dove c'è musica / Donde hay música                  |
| 1996 | Stella gemella / Estrella gemela - Pubblicato nel Febbraio 1996 - Etichetta: BMG Ricordi - Formati: CD                                                                            | —                 | 77                | 2                 | 1                 | 6                 | —                 | —                 | —                 | —                 | —                 | Dove c'è musica / Donde hay música                  |
| 1996 | Dove c'è musica / Donde hay música | —                 | 65                | —                 | —                 | —                 | —                 | —                 | —                 | —                 | —                 | Dove c'è musica / Donde hay música                  |
| 1996 | L'aurora / La aurora | —                 | 89                | —                 | —                 | —                 | —                 | —                 | —                 | —                 | —                 | Dove c'è musica / Donde hay música                  |
| 1997 | Quanto amore sei / Cuanto amor me das | 2                 | 52                | 6                 | 17                | 84                | 42                | 22                | 7                 | 13                | 63                | Eros (edizione italiana) / Eros (edizione spagnola) |
| 1998 | Cose della vita (Can't Stop Thinking of You) / Cosas de la vida (Can't Stop Thinking of You) (con Tina Turner)                                                                    | —                 | 4                 | 7                 | 10                | 4                 | 37                | 6                 | 3                 | 13                | 22                | Eros (edizione italiana) / Eros (edizione spagnola) |
| 1998 | Terra promessa | —                 | 74                | 46                | —                 | 84                | —                 | —                 | —                 | —                 | —                 | Eros (edizione italiana) / Eros (edizione spagnola) |
| 2000 | Fuoco nel fuoco / Fuego en el fuego - Pubblicato il 5 ottobre 2000 - Etichetta: DDD - Formati: CD Singolo                                                                         | 1                 | 50                | 4                 | 29                | 79                | 14                | 21                | 77                | 51                | 56                | Stilelibero / Estilo libre                          |
| 2001 | Più che puoi (con Cher) - Pubblicato il 3 luglio 2001 - Etichetta: BMG | 20                | 61                | 17                | 24                | 43                | 68                | 42                | 21                | 30                | 79                | Stilelibero / Estilo libre                          |
| 2001 | L'ombra del gigante / La sombra del gigante - Pubblicato nel 2001 - Etichetta: Ariola Records-Sony BMG - Formati: CD                                                              | 25                | 83                | 52                | 74                | 40                | 36                | 57                | 82                | 43                | 71                | Stilelibero / Estilo libre                          |
| 2001 | Un angelo non è / Un ángel no es | —                 | 91                | 32                | —                 | —                 | —                 | —                 | —                 | —                 | —                 | Stilelibero / Estilo libre                          |
| 2001 | Per me per sempre / Para mí será por siempre | —                 | 91                | 69                | —                 | 85                | —                 | —                 | —                 | —                 | —                 | Stilelibero / Estilo libre                          |
| 2003 | Un'emozione per sempre / Una emoción para siempre - Pubblicato il 12 maggio 2003 - Etichetta: BMG - Formati: CD                                                                   | 1                 | 35                | 1                 | 31                | 33                | 12                | 21                | 8                 | 1                 | 25                | 9 (edizione italiana)/9(edizione spagnola)          |
| 2003 | Un attimo di pace / Un segundo de paz - Pubblicato il 5 settembre 2003 | 12                | 87                | 34                | 55                | 84                | 99                | —                 | —                 | 14                | —                 | 9 (edizione italiana)/9(edizione spagnola)          |
| 2004 | Solo ieri / Solo ayer - Pubblicato il 16 gennaio 2004 | —                 | —                 | 59                | —                 | 96                | —                 | —                 | —                 | —                 | —                 | 9 (edizione italiana)/9(edizione spagnola)          |
| 2004 | Ti vorrei rivivere / Revivirte otra vez - Pubblicato nel maggio 2004 | —                 | —                 | 56                | —                 | —                 | —                 | —                 | —                 | —                 | —                 | 9 (edizione italiana)/9(edizione spagnola)          |
| 2005 | La nostra vita / Nuestra vida - Pubblicato il 16 settembre 2005 - Etichetta: BMG - Formati: CD                                                                                    | 1                 | —                 | 6                 | 36                | —                 | —                 | —                 | —                 | —                 | 69                | Calma apparente / Calma aparente                    |
| 2006 | I Belong to You (Il ritmo della passione) / I Belong to You (El ritmo de la pasión) (feat. Anastacia) - Pubblicato il 19 gennaio 2006 - Etichetta: Sony BMG, Ariola - Formati: CD | 1                 | 1                 | 1                 | 2                 | 6                 | 4                 | 8                 | 2                 | 20                | 3                 | Calma apparente / Calma aparente                    |
| 2006 | Bambino nel tempo / Como un niño - Formati: CD | 15                | —                 | 40                | —                 | —                 | —                 | —                 | —                 | —                 | —                 | Calma apparente / Calma aparente                    |
| 2006 | Sta passando novembre / Está pasando noviembre - Etichetta: BMG - Formati: CD | —                 | —                 | —                 | —                 | —                 | —                 | —                 | —                 | —                 | —                 | Calma apparente / Calma aparente                    |
| 2007 | Non siamo soli / No estamos solos (feat. Ricky Martin) - Pubblicato nell'ottobre 2007 - Etichetta: Ariola Records-Sony BMG - Formati: CD, download digitale                       | 1                 | 32                | 3                 | 45                | 24                | 17                | 30                | 59                | 25                | 41                | e² (edizione italiana)/e²(edizione spagnola)        |
| 2008 | Il tempo tra di noi / El tiempo entre los dos - Etichetta: Ariola Records-Sony BMG - Formati: CD, download digitale                                                               | —                 | —                 | —                 | —                 | —                 | —                 | —                 | —                 | —                 | —                 | e² (edizione italiana)/e²(edizione spagnola)        |
| 2008 | Fuoco nel fuoco / Fuego en el fuego (feat. Carlos Santana) | —                 | —                 | —                 | —                 | —                 | —                 | —                 | —                 | —                 | —                 | e² (edizione italiana)/e²(edizione spagnola)        |
| 2008 | Ci parliamo da grandi / Somos grandes o no - Pubblicato il 21 marzo 2008 - Etichetta: Ariola Records - Formati: CD, download digitale                                             | —                 | —                 | —                 | —                 | —                 | —                 | —                 | —                 | —                 | —                 | e² (edizione italiana)/e²(edizione spagnola)        |
| 2009 | Parla con me / Dímelo a mí - Pubblicato il 24 aprile 2009 - Etichetta: RCA Italiana - Formati: CD, download digitale                                                              | 1                 | —                 | 8                 | 31                | 83                | 7                 | 13                | 34                | 41                | 46                | Ali e radici / Alas y raíces                        |
| 2009 | Controvento / Contra el viento - Pubblicato il 3 settembre 2009 - Etichetta: RCA Italiana - Formati: CD, download digitale                                                        | —                 | —                 | —                 | —                 | —                 | —                 | —                 | 67                | —                 | —                 | Ali e radici / Alas y raíces                        |
| 2009 | Il cammino / El camino - Pubblicato il 4 dicembre 2009 - Etichetta: RCA Italiana - Formati: CD, download digitale                                                                 | —                 | —                 | —                 | 78                | —                 | —                 | —                 | 100               | —                 | 99                | Ali e radici / Alas y raíces                        |
| 2010 | Bucaneve / Flor inesperada - Pubblicato il 12 marzo 2010 | —                 | —                 | —                 | —                 | 13                | —                 | —                 | —                 | —                 | —                 | Ali e radici / Alas y raíces                        |
| 2010 | Appunti e note / Apuntes y notas - Pubblicato il 19 novembre 2010 - Etichetta: RCA Italiana - Formati: CD, download digitale                                                      | —                 | —                 | —                 | —                 | —                 | —                 | —                 | —                 | —                 | —                 | Ali e radici / Alas y raíces                        |
| 2012 | Un angelo disteso al sole / Un ángel como el sol tú eres - Pubblicato il 12 ottobre 2012 - Formati: Download digitale                                                             | 5                 | 66                | 31                | 24                | —                 | —                 | 40                | —                 | —                 | 74                | Noi / Somos                                         |
| 2013 | Questa nostra stagione / Este tiempo tan nuestro - Pubblicato il 25 gennaio 2013 - Formati: Download digitale                                                                     | 67                | —                 | —                 | —                 | —                 | —                 | —                 | —                 | —                 | —                 | Noi / Somos                                         |
| 2013 | Fino all'estasi / Hasta el éxtasis (duetto con Nicole Scherzinger) - Pubblicato il 24 maggio 2013 - Etichetta: Universal Music - Formati: Digital download                        | 20                | —                 | 1                 | 23                | 41                | 51                | 12                | 5                 | 7                 | 18                | Noi / Somos                                         |
| 2013 | Io prima di te / Antes de ti - Pubblicato il 28 ottobre 2013 - Etichetta: Universal                                                                                               | 4                 | —                 | 44                | —                 | —                 | —                 | —                 | —                 | —                 | —                 | Noi due / Somos dos                                 |
| 2015 | Alla fine del mondo / Al fin del mundo - Pubblicato il 27 marzo 2015 - Etichetta: Universal Music - Formati: CD, download digitale                                                | 46                | —                 | —                 | —                 | —                 | —                 | —                 | —                 | —                 | —                 | Perfetto / Perfecto                                 |
| 2015 | Il tempo non sente ragione / El tiempo no atiende a razones - Pubblicato il 12 maggio 2015 - Etichetta: Universal Music - Formati: CD Single, Download Digitale                   | —                 | —                 | —                 | —                 | —                 | —                 | —                 | —                 | —                 | —                 | Perfetto / Perfecto                                 |
| 2015 | Sei un pensiero speciale / Una idea especial - Pubblicato il 21 agosto 2015 - Etichetta: Universal - Formati: Download digitale                                                   | —                 | —                 | —                 | —                 | —                 | —                 | —                 | —                 | —                 | —                 |                                                     |
| 2015 | Buon Natale (se vuoi) / Feliz Navidad (si tú quieres) - Pubblicato il 27 novembre 2015 - Etichetta: Universal - Formati: Download digitale                                        | —                 | —                 | —                 | —                 | —                 | —                 | —                 | —                 | —                 | —                 |                                                     |
| 2016 | Rosa nata ieri / Flor nacida ayer - Pubblicato il 8 gennaio 2016 - Etichetta: Universal - Formati: Download digitale                                                              | —                 | —                 | —                 | —                 | —                 | —                 | —                 | —                 | —                 | —                 |                                                     |
| 2018 | Vita ce n'è / Hay vida - Pubblicato il 19 ottobre 2018 - Etichetta: Universal Music Italia                                                                                        | 54                | —                 | —                 | —                 | —                 | —                 | —                 | —                 | —                 | —                 | Vita ce n'è                                         |
| 2018 | In primo piano / En primer plano - Pubblicato il 14 dicembre 2018 - Etichetta: Universal                                                                                          | —                 | —                 | —                 | —                 | —                 | —                 | —                 | —                 | —                 | —                 | Vita ce n'è                                         |
| 2019 | Per le strade una canzone / Por las calles las canciones - Pubblicato il 18 gennaio 2019 - Etichetta: Universal                                                                   | 88                | —                 | —                 | —                 | —                 | —                 | —                 | —                 | —                 | —                 | Vita ce n'è                                         |
| 2019 | Siamo / Somos - Pubblicato il 10 maggio 2019 - Etichetta: Universal | —                 | —                 | —                 | —                 | —                 | —                 | —                 | —                 | —                 | —                 | Vita ce n'è                                         |
| 2020 | Una donna per amico - Pubblicato il 22 giugno 2020 - Etichetta: Universal | —                 | —                 | —                 | —                 | —                 | —                 | —                 | —                 | —                 | —                 |                                                     |
| 2022 | Ama - Pubblicato il 10 giugno 2022 - Etichetta: Universal | —                 | —                 | —                 | —                 | —                 | —                 | —                 | —                 | —                 | —                 | Battito infinito                                    |

## Videografia

### Video musicali
| Anno | Titolo                                                                         | Regista/i          |
| ---- | ------------------------------------------------------------------------------ | ------------------ |
| 1986 | Adesso tu                                                                      |                    |
| 1986 | Un cuore con le ali                                                            |                    |
| 1987 | La luce buona delle stelle (feat. Patsy Kensit)                                | David Deveson      |
| 1990 | Se bastasse una canzone / Si bastasen un par de canciones                      | Vaughan & Anthea   |
| 1990 | Andare... in ogni senso (feat. Piero Cassano)                                  | Diego Zane         |
| 1990 | Amarti è l'immenso per me / Amarte es total (feat. Antonella Bucci)            | Diego Zane         |
| 1991 | Ancora vita / La vida todavía                                                  | Vaughan & Anthea   |
| 1992 | Terra promessa / Tierra prometida                                              |                    |
| 1993 | Cose della vita / Cosas de la vida                                             | Spike Lee          |
| 1993 | Un'altra te / Otra como tú                                                     | Dario Piana        |
| 1993 | Favola / Fábula                                                                | Nadia De Paoli     |
| 1993 | Memorie / Recuerdos                                                            | Jean-Marc Viel     |
| 1996 | Più bella cosa / La cosa más bella                                             | Nigel Dick         |
| 1996 | Stella gemella / Estrella gemela                                               | Giuseppe Tornatore |
| 1996 | L'aurora / La aurora                                                           | Greg Masuak        |
| 1997 | Quanto amore sei / Cuanto amor me das                                          | Greg Masuak        |
| 1997 | Cose della vita (Can't Stop Thinking of You) (feat. Tina Turner)               | Nigel Dick         |
| 1998 | That's All I Need to Know (Difenderò) (feat. Joe Cocker)                       |                    |
| 2000 | Fuoco nel fuoco / Fuego en el fuego                                            | Greg Masuak        |
| 2001 | Più che puoi (feat. Cher)                                                      | Dani Jacobs        |
| 2001 | L'ombra del gigante / La sombra del gigante                                    | Katie Bell         |
| 2001 | Un angelo non è / Un ángel no es                                               |                    |
| 2001 | Per me per sempre / Para mí será por siempre                                   | Paolo Scarfò       |
| 2003 | Un'emozione per sempre / Una emoción para siempre                              | Martin Weisz       |
| 2003 | Un attimo di pace / Un segundo de paz                                          | Michel Comte       |
| 2004 | Solo ieri / Solo ayer                                                          | Phil Griffin       |
| 2005 | La nostra vita / Nuestra vida                                                  | Phil Griffin       |
| 2006 | I Belong to You (Il ritmo della passione) (feat. Anastacia)                    | Don Allan          |
| 2006 | Bambino nel tempo / Como un niño                                               | Don Allan          |
| 2006 | Sta passando novembre / Está pasando noviembre                                 |                    |
| 2007 | Noi non siamo soli / No estamos solos (feat. Ricky Martin)                     | Wayne Isham        |
| 2007 | Il tempo tra di noi / El tiempo entre los dos                                  | AlexandLiane       |
| 2008 | Ci parliamo da grandi / Somos grandes o no                                     | Phil Griffin       |
| 2009 | Parla con me / Dímelo a mí                                                     | Marc Klasfeld      |
| 2009 | Controvento / Contra el viento                                                 | Phil Griffin       |
| 2010 | Appunti e note / Apuntes y notas                                               |                    |
| 2012 | Un angelo disteso al Sole / Un ángel como el Sol tú eres                       | Ago Panini         |
| 2013 | Questa nostra stagione / Este tiempo tan nuestro                               | Marco Salom        |
| 2013 | Fino all'estasi / Hasta el éxtasis (feat. Nicole Scherzinger)                  | Robert Hales       |
| 2013 | Io prima di te / Antes de ti                                                   | Robert Hales       |
| 2015 | Alla fine del mondo / Al fin del mundo                                         | Jacopo Rondinelli  |
| 2015 | Il tempo non sente ragione / El tiempo no atiende a razones                    | Fernando Luceri    |
| 2015 | Sei un pensiero speciale / Una idea especial                                   | Fabrizio Conte     |
| 2015 | Buon Natale (se vuoi) / Feliz Navidad (si tú quieres)                          | Mauro Russo        |
| 2016 | Rosa nata ieri / Flor nacida ayer                                              | Alexey Golubev     |
| 2018 | Vita ce n'è / Hay vida                                                         | Marc Klasfeld      |
| 2018 | In primo piano / En primer plano                                               | Fabrizio Conte     |
| 2019 | Per le strade di una canzone / Por las calles las canciones (feat. Luis Fonsi) | Marc Klasfeld      |
| 2019 | Siamo / Somos                                                                  | Beppe Gallo        |
| 2022 | Ama                                                                            | Alex Tacchi        |
| 2022 | Sono / Soy (feat. Alejandro Sanz)                                              | Adrián Egea        |
| 2022 | Gli ultimi romantici / Los últimos románticos                                  | Andrey Francis     |

#### Partecipazioni in video di altri artisti
| Anno | Titolo                   | Artista                               | Regista/i        |
| ---- | ------------------------ | ------------------------------------- | ---------------- |
| 2000 | Anima gemella            | Gemelli DiVersi feat. Eros Ramazzotti |                  |
| 2011 | Inevitabile              | Giorgia feat. Eros Ramazzotti         | Gaetano Morbioli |
| 2020 | Ma il cielo è sempre blu | Italian Allstars 4 Life               | Mauro Russo      |
| 2021 | La mia felicità          | Fabio Rovazzi feat. Eros Ramazzotti   | Fabio Rovazzi    |